# Rhipidia garrula
Rhipidia garrula är en tvåvingeart som först beskrevs av Alexander 1933.  Rhipidia garrula ingår i släktet Rhipidia och familjen småharkrankar. Inga underarter finns listade i Catalogue of Life.